# Talo (gastronomía)
El talo es un plato típico de Euskal Herria (País Vasco, Navarra y País Vasco francés) hecho como un taco con una tortilla de maíz grande de México, pero con la diferencia fundamental de que el maíz no se ha nixtamalizado previamente, por lo que la pasta de la que está hecho no alcanza la misma cohesión (su textura es quebradiza y arenosa) y es menos nutritivo. La masa se elabora con harina de maíz tostada, sal y agua, y se hace a la plancha. También se puede añadir harina de trigo.

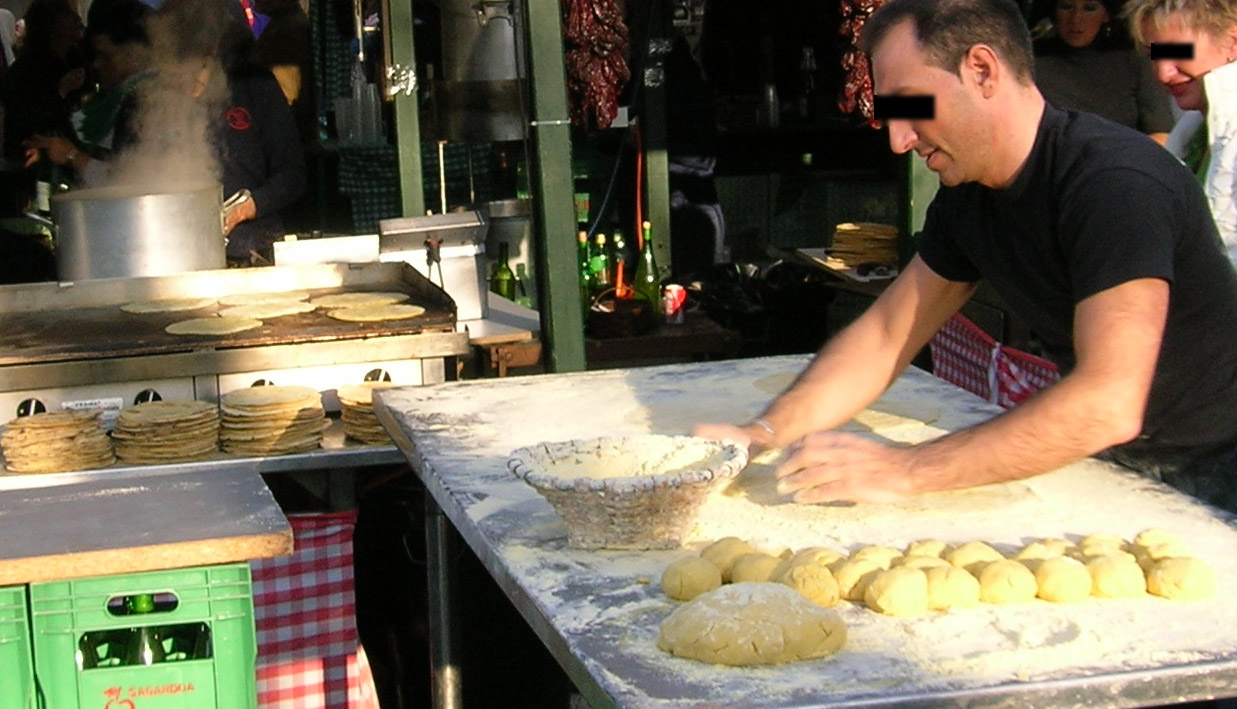
Elaboración de masa de talo en la feria de Santo Tomás de Bilbao.

## Costumbres e historia
A partir del siglo XVI se produjo, sobre todo en Guipúzcoa, una gran emigración hacia América, ya que lo ondulado del terreno y las altas precipitaciones impedían sembrar agricultura de secano como el trigo o la cebada. Empezó, por tanto, la elaboración del maíz en forma de talos. El talo solía utilizarse como pan en los caseríos vascos (originalmente en Guipúzcoa y norte de Navarra) y el sobrante se comía untado en leche para cenar, en una especie de sopas. La no incorporación de la nixtamalización en su elaboración provocó epidemias de enfermedades como la pelagra, causada por las deficiencias nutritivas del uso del maíz sin nixtamalizar como alimento básico, lo que unido a la generalización del pan de trigo a lo largo del siglo XX acabó prácticamente con el consumo del talo en la cultura popular. El talo pasó de ser un alimento común, básico y poco considerado, a ser preparado y consumido únicamente en ciertas ocasiones especiales del año, ganando en prestigio. Todavía hoy en el ámbito popular europeo es casi total el desconocimiento del porqué del fracaso del maíz como alimento humano.
En la actualidad es típico comerlo envolviendo chistorra, una especie de chorizo fino fresco; y acompañándolo con vino, txakolí o sidra. En la actualidad se comen también con queso o incluso con chocolate. El talo es un elemento esencial de un sinnúmero de ferias y celebraciones populares, como la feria de Santo Tomás, que se celebra cada 21 de diciembre. En Álava es habitual comerlo en la festividad de la provincia, San Prudencio. En Éibar se come en la Feria de San Andrés 30 de noviembre. En Navarra es típico comerlo antes de la cena de Nochebuena, antes o durante la procesión del Olentzero.
En el País Vasco francés se come generalmente en fiestas u otras manifestaciones (partido de pelota, fiestas de eskolas...) con "xingar" (panceta) (talo ta xingar) o con queso de oveja (AOC Ossau-Iraty).

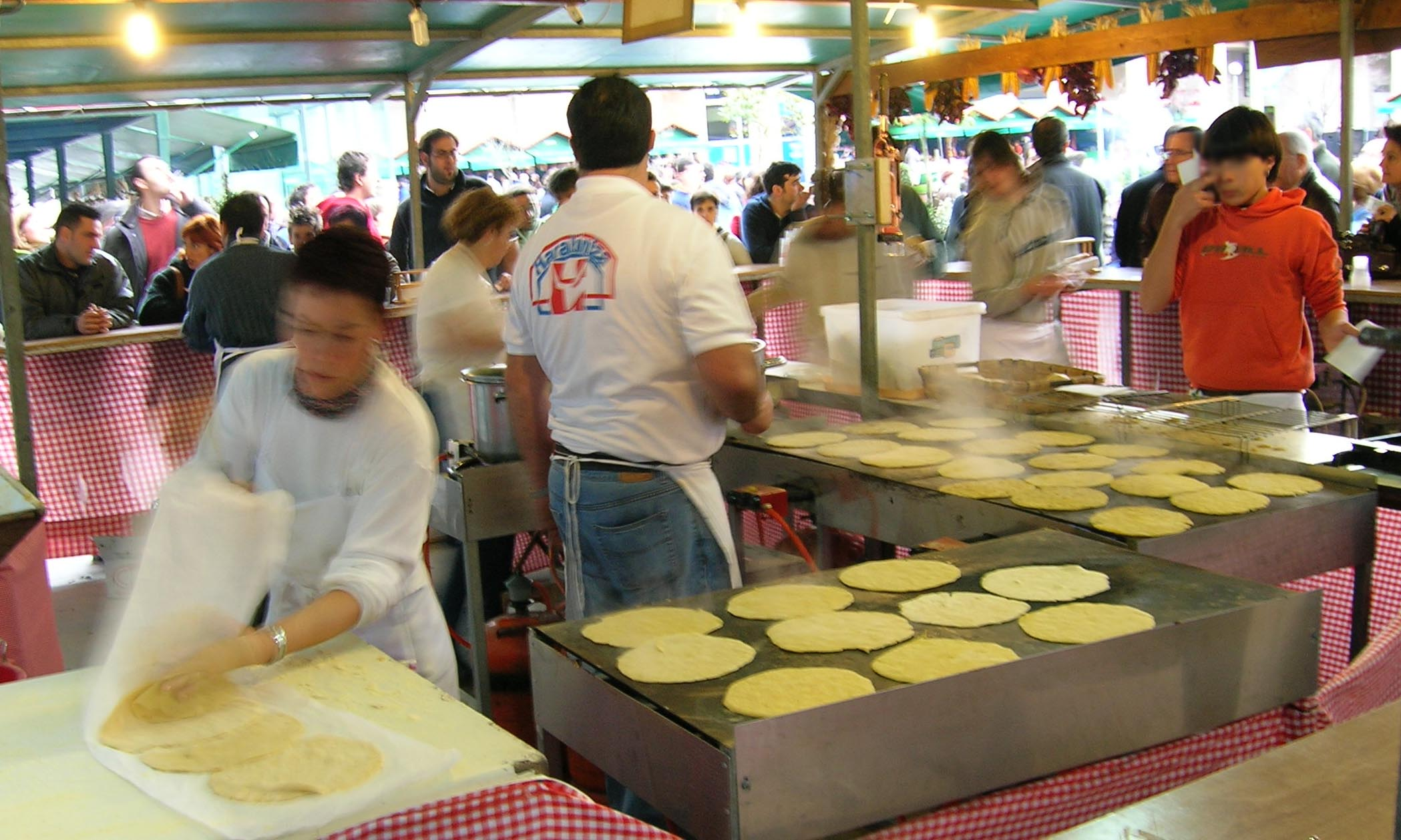
Tortas de talo en la plancha en Lejona (Vizcaya).

En Cantabria "talo" se denomina a un recipiente de latón o similar utilizado para elaborar la torta de borona, elaborada a partir de harina de maíz, agua y sal.

## Elaboración
Para elaborar el talo se necesita una cierta cantidad de harina de maíz, que se remoja en agua templada con una pequeña cantidad de sal. Se mezcla la harina, la sal y mantequilla, y se añade poco a poco el agua en el centro mientras se va amasando, hasta formar una masa con la textura adecuada. Al resultado se lo deja reposar un cierto tiempo y se forman bolitas que se van extendiendo desde el centro hacia fuera hasta formar una especie de oblea delgadita que se pone a tostar ligeramente en una plancha por los dos lados. Se sirve acompañada de txistorra, chorizo frito, morcilla, bacon, lomo, tortilla.
- Datos: Q3177408
- Multimedia: Talo / Q3177408